# Mondavio
Mondavio é uma comuna italiana da região dos Marche, Província de Pesaro e Urbino, com cerca de 3.851 habitantes. Estende-se por uma área de 29 km², tendo uma densidade populacional de 133 hab/km². Faz fronteira com Barchi, Corinaldo (AN), Fratte Rosa, Monte Porzio, Montemaggiore al Metauro, Orciano di Pesaro, Piagge, San Giorgio di Pesaro, San Lorenzo in Campo.
Faz parte da rede das Aldeias mais bonitas de Itália.